# 엑스피디션 (책)
《엑스피디션》(Expedition)은 웨인 발로가 1990년 지은 책이다. 이 책을 바탕으로 디스커버리 채널에서 에일리언 플래닛이라는 가상 다큐멘터리를 만들었다.
미국의 예술가이자 작가인 웨인 발로가 쓰고 삽화를 그린 1990년의 추측 진화 및 공상 과학 책이다. 가상의 행성 다윈 IV(Darwin IV)로의 24세기 승무원 탐험에 대한 1인칭 설명으로 작성된 엑스피디션은 가상의 외계 생태계를 마치 실제인 것처럼 설명하고 논의한다.
다윈 IV의 외계 또는 외계 생명체는 "진정한 외계인"으로 설계되었으며 발로는 외계 생명체에 대한 일반적인 공상 과학 비유가 지구 생명체와 유사하다는 점, 특히 지능형 외계인 휴머노이드의 개념에 불만이 컸다. 다윈 IV의 야생 동물은 눈, 외부 귀, 머리카락 또는 턱이 없으며 지구인과 거의 유사하지 않다. 공룡, 현대 짐승 및 다양한 유형의 차량을 포함하여 생물 디자인에 다양한 영감의 원천이 사용되었다.
엑스피디션은 매우 호평을 받았으며 특히 많은 삽화와 사실주의의 환상을 유지하는 데 도움이 되는 텍스트의 세부 수준에 대해 찬사를 받았다. 몇몇 평론가들은 또한 생명 형태를 비판하면서 일부는 믿기지 않거나 다윈 IV가 실제로 생태계로 기능할 수 있는지 의심한다고 밝혔다. 2005년 엑스피디션은 에일리언 플래닛(Alien Planet)이라는 디스커버리 채널의 TV 스페셜로 각색되었다. 발로는 디자인 컨설턴트이자 각색의 총괄 프로듀서 중 한 명으로 활동했다.